# Violka vonná
Violka vonná (Viola odorata), lidově zvaná fialka, je vytrvalá bylina z čeledi violkovitých (Violaceae).

## Synonyma
- Viola lilacina Rossm.
- Viola odorata var. rotundata Čelak.

## Popis
Violka vonná je 10–15 cm vysoká rostlina (za plodu až 20 cm vysoká). Oddenek je většinou více než 3 cm dlouhý, výběžky se na rozdíl od violky srstnaté vytvářejí, jsou kořenující a 10–15 cm dlouhé. Listy v přízemní růžici, lodyha není vyvinuta. Čepele jsou o něco širší než delší, okrouhle vejčité, na bázi srdčité, v létě se oproti jaru značně zvětší. Řapík je krátce nazpět chlupatý, vzácně olysalý. Na bázi řapíků jsou palisty, třásnitě zubaté nebo celokrajné, třásně nejsou brvité (na rozdíl od violky chlumní) a jsou zakončeny rezatou žlázkou (na rozdíl od violky srstnaté). Kvete v březnu až dubnu (někdy se vyskytují reflorescence i později až do podzimu), květy jsou většinou tmavě fialové s fialovou ostruhou. Existují však barevné odchylky, některé mají květy bílé s nafialovělou ostruhou, další zase lilákové. Květy intenzívně voní. Počet chromozómů: 2n=20.

## Účinné látky a léčivé účinky
Oddenek, ale v menší koncentraci i celá nať obsahuje saponiny usnadňujících odkašlávání. Droga dále obsahuje hojivý sliz, flavonové glykosidy, voskové látky, alkaloid violin, vonnou silici a i soli kyseliny salicylové, které dokáží nahradit účinnou látkou v acylpyrinu. Právě díky kyselině salicylové má tato bylina protirevmatický účinek.
V rostlině byl nalezen fytokanabinoid VODO-C1 schopný aktivovat receptor CB2, aniž by ovlivnil receptor CB1, který je spojován s psychoaktivními účinky. Tyto vlastnosti znamenají slibný potenciál pro budoucí terapeutické využití .

## Rozšíření v Česku
V České republice je patrně nepůvodní. Byla hojně pěstovaná už od středověku jako okrasná rostlina a na mnoha místech zdomácněla. Roste na různých stanovištích, spíše v blízkosti lidských sídel, v různých typech listnatých lesů, v křovinách, v parcích aj. V chladnějších krajích a také v málo osídlených krajích je vzácnější, nad 800 m n. m. roste ojediněle.

## Areál
Violka vonná je původní v jižní a jihozápadní Evropě, v severní Africe, v severní části Turecka a na Kavkaze. Dnes je však rozšířena mnohem severněji, až po jižní Skandinávii a po evropskou část Ruska. Přesná hranice mezi původním a sekundárním výskytem není zcela jasná, což je častý jev u dávno pěstovaných a zdomácnělých rostlin. Pěstovaná a zplanělá roste i jinde po světě, např. ve velkých městech v Číně, v Severní Americe, na Novém Zélandu a asi i jinde. Mapa viz .

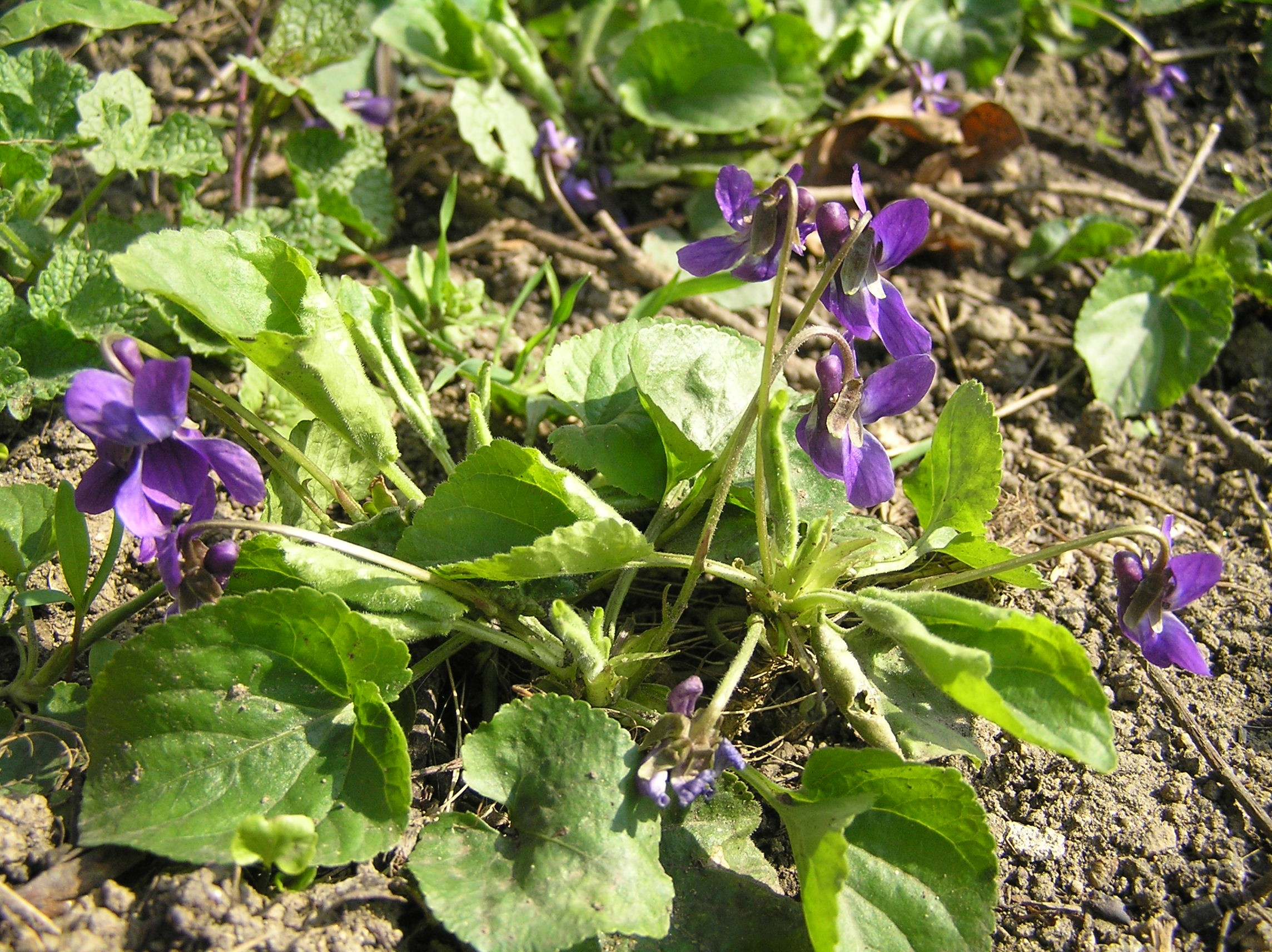
klasicky zbarvená forma
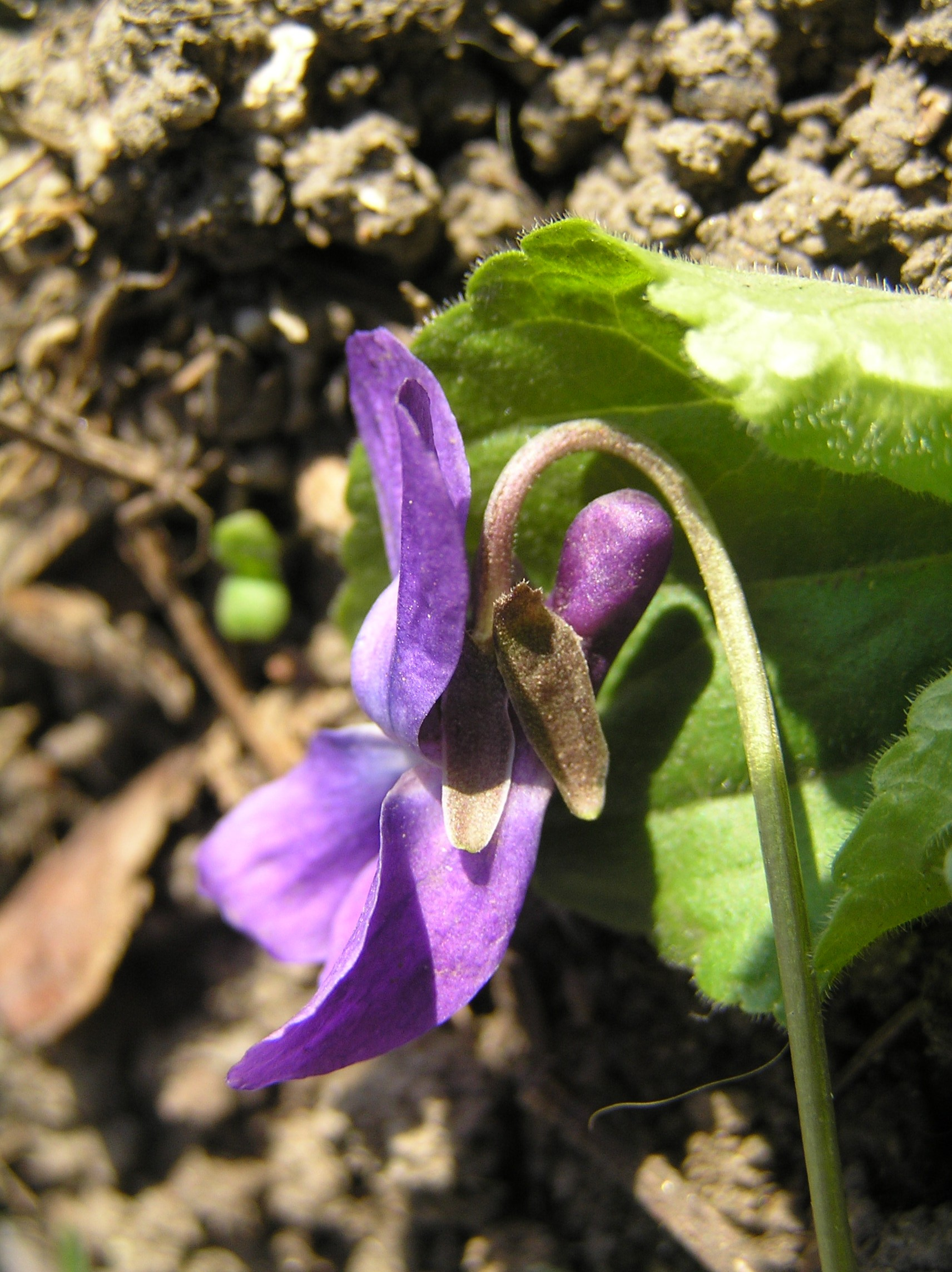
detail květu
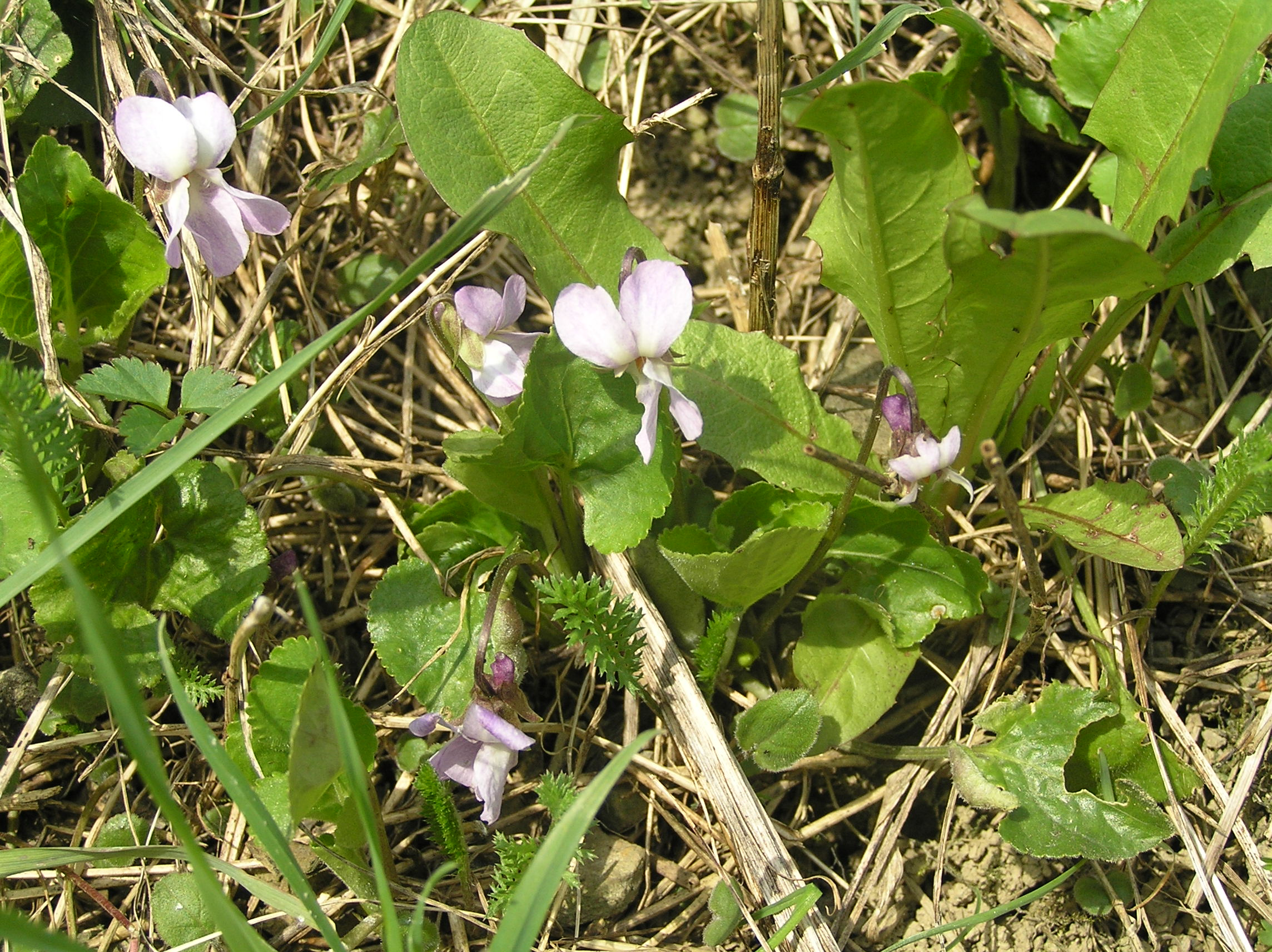
světle fialová forma (lila)
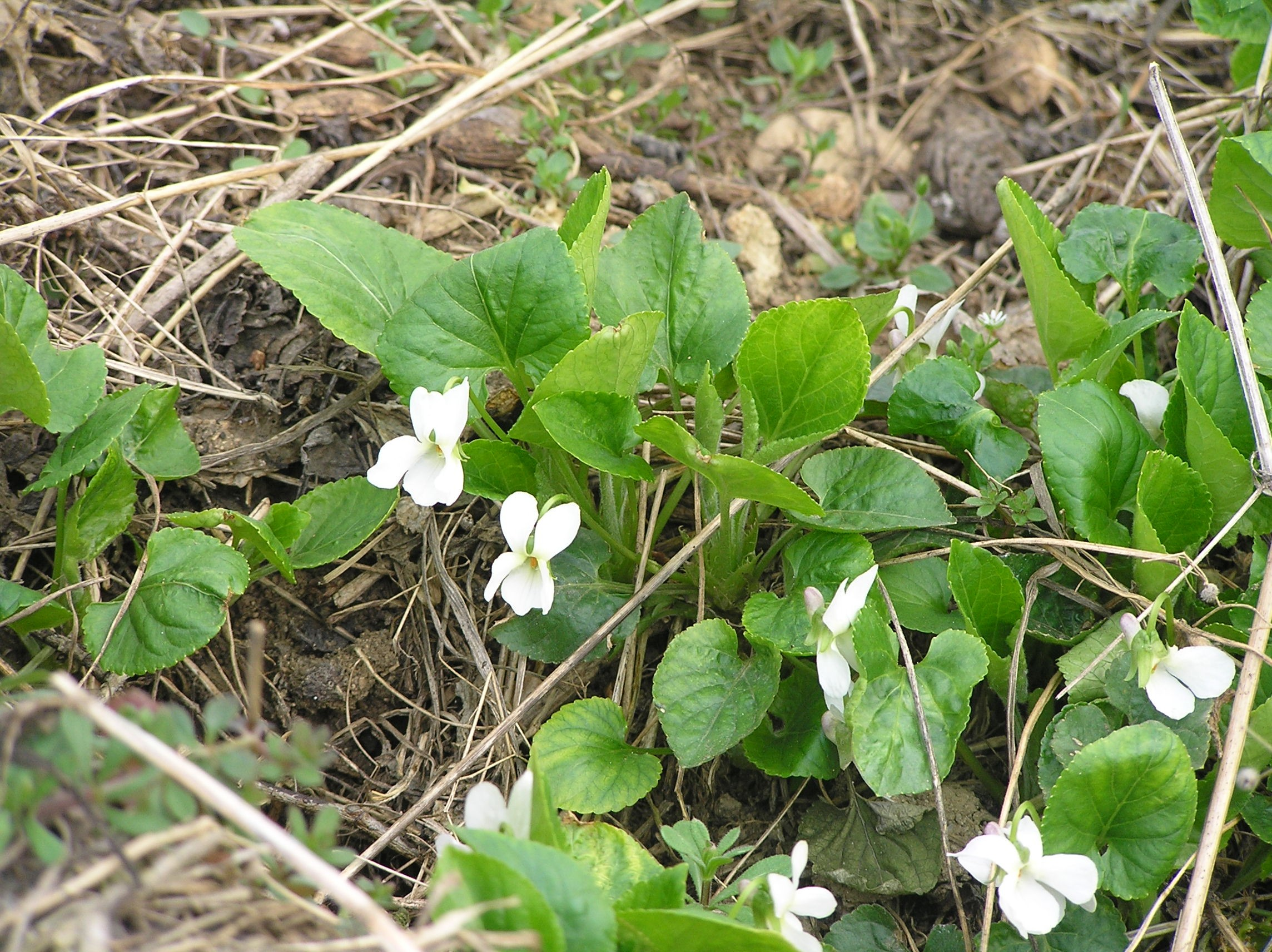
albinotická forma
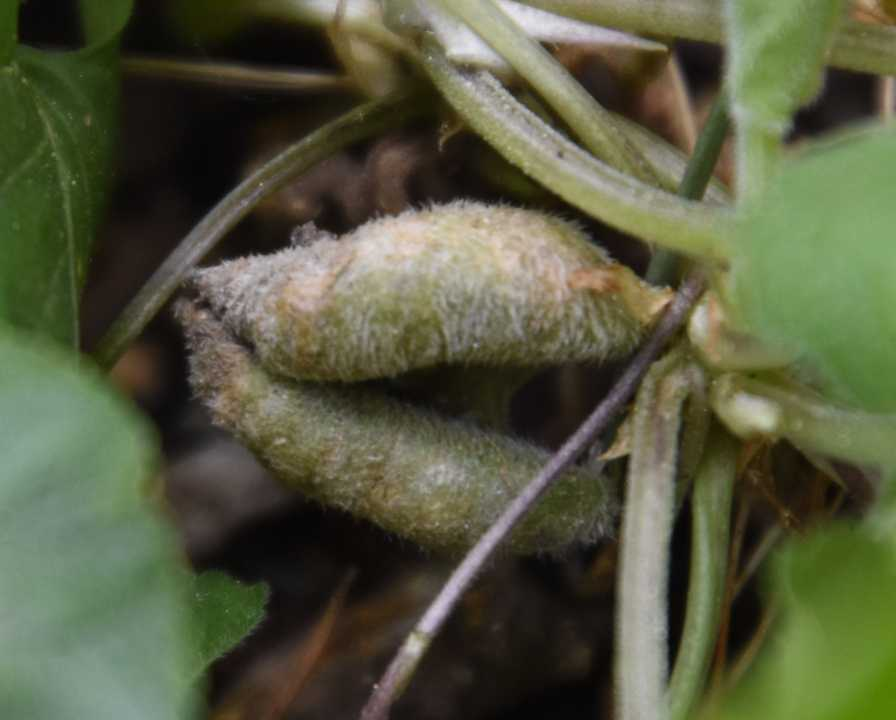
hálka bejlomorky

## Možnost záměny

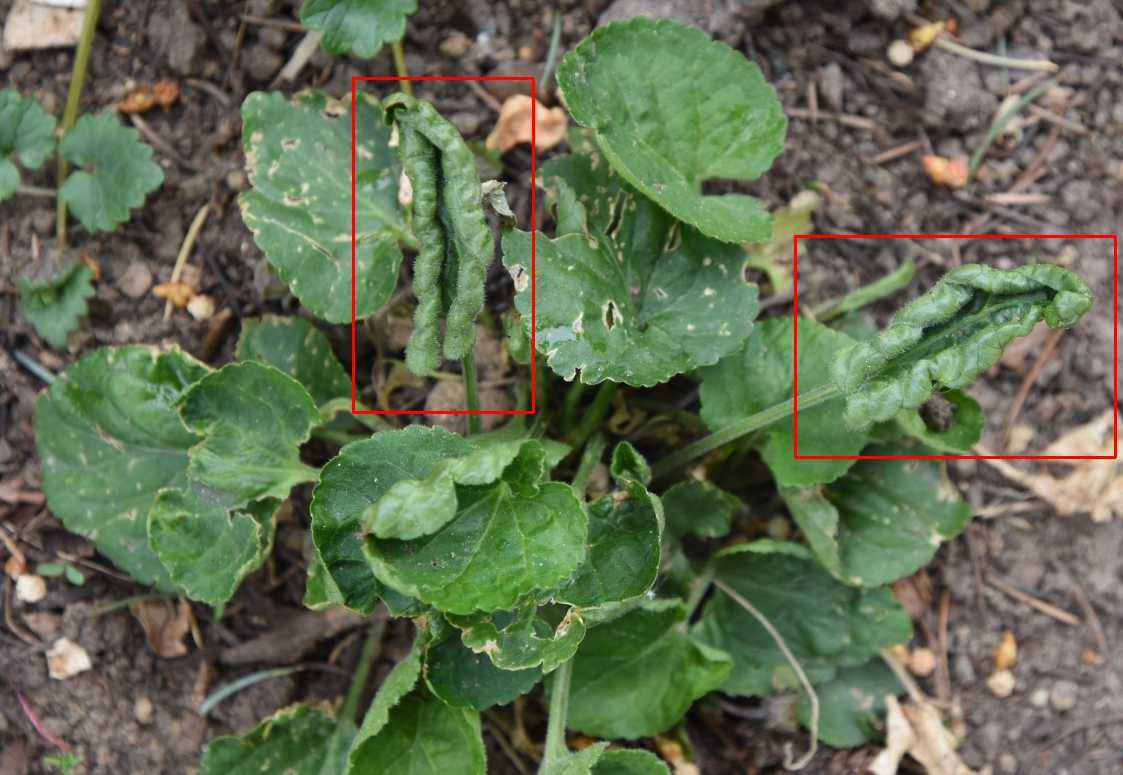
Listy napadené bejlomorkou

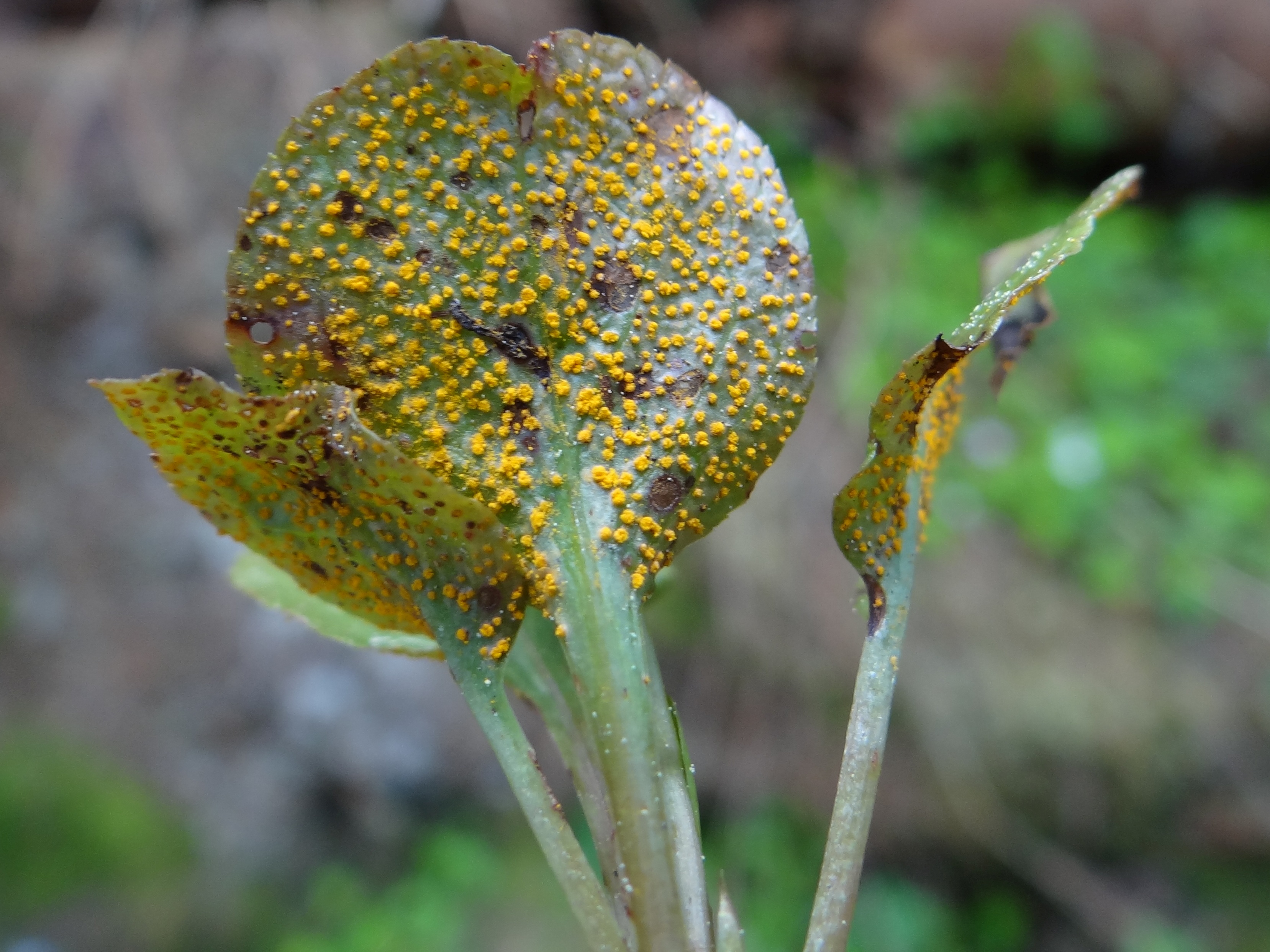
Rez Puccinia violae

Největší problém při určování je časté křížení s jinými bezlodyžnými druhy. Velmi hojný je kříženec s violkou chlupatou, který se jmenuje Viola × scabra. Vzniká skoro všude, kde se druhy setkají a zpětným křížením s rodiči vznikají hybridní roje. O něco vzácnější je kříženec s violkou chlumní, který se jmenuje Viola × porphyrea Uechtr. in Engler. Podobně je zbarvená violka lesní, ta však na rozdíl od violky vonné vytváří lodyhu, proto je záměna méně pravděpodobná.

## Škůdci
Na violce vonné parazituje mj. hmyz rodu bejlomorka (Dasineura odorata). Způsobuje svinování a zduření okraje listů. Kolem nakladeného vajíčka se tvoří hálka. Larva v hálce je oranžově zbarvena. 
Skvrnitost listů způsobuje několik druhů hub. K poměrně častým patogenům patří rez Puccinia violae tvořící nápadná oranžová ložiska spor. Větevnatky Ramularia lactea a R. agrestis způsobují na podzim bělavé až světle hnědé, 2–8 mm velké skvrny na obou stranách listů. Původcem světle hnědých skvrn na listech může být čerň Alternaria violae. Dalším patogenem je niťometel Ascochyta violae způsobující hnědé, postupně od středu vybělující a zasychající skvrny. Někdy až defoliaci způsobuje skvrnatička Cercospora violae, která na listech tvoří kulaté, po obvodu světle hnědé a ke středu tmavnoucí skvrny s tmavě hnědým prstencem. Ojedinělá sněť dutinovka violková (Urocystis violae) deformuje listy či řapíky a vytváří „puchýře“ (až několik centimetrů dlouhé), po jejichž prasknutí se uvolňuje hnědočerná masa spor.